# Syndrome de Raynaud
 Mise en garde médicale
Le syndrome de Raynaud est un trouble de la circulation sanguine se manifestant par un engourdissement ou des douleurs des extrémités (le plus souvent les mains). Ce syndrome peut être secondaire à la prise de certains médicaments ou à d'autres maladies, ce qui l'oppose à la maladie de Raynaud (appelé aussi « syndrome de Raynaud primitif » par opposition au « syndrome de Raynaud secondaire » ou syndrome de Raynaud), aux mêmes manifestations mais sans cause définie. Le « phénomène de Raynaud » est la simple manifestation au niveau des doigts, sans préjuger de sa cause.
Le syndrome est beaucoup plus rare par rapport à la maladie et sa gravité dépend alors de la maladie causale.

## Historique
Il a été décrit par le médecin français Maurice Raynaud en 1862.

## Épidémiologie
La maladie de Raynaud est beaucoup plus fréquente. Une cause secondaire n'est identifiée que dans 10 à 20 % des cas.
Une contribution héréditaire est souvent constatée.

## Physiopathologie
Il est dû à une baisse de la pression de perfusion, augmentation de la viscosité sanguine, et diminution du calibre (spasme) de l'artère digitale. Ce sont les facteurs plus ou moins intriqués du phénomène.

## Symptômes

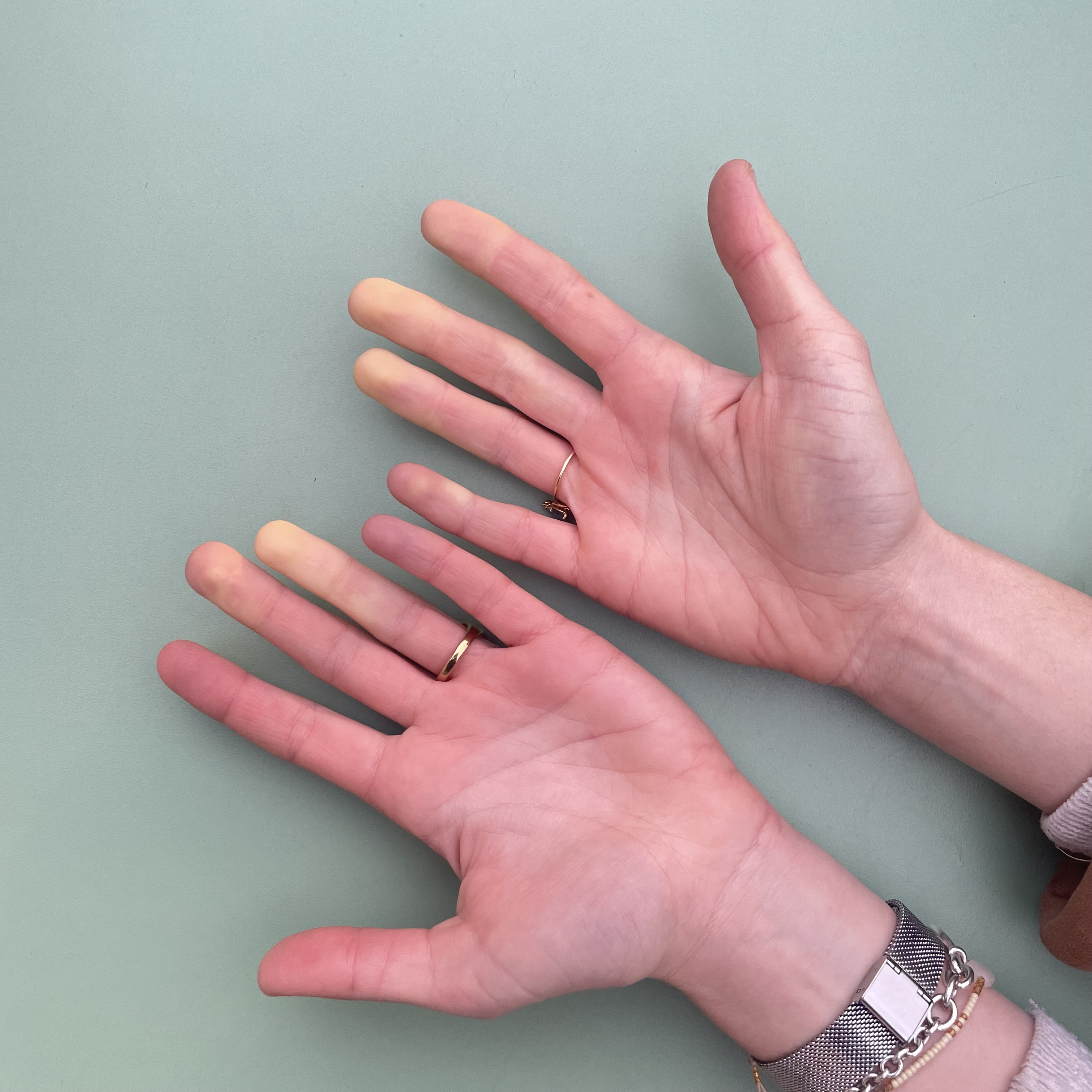
Mains atteintes par le syndrome, en phase blanche

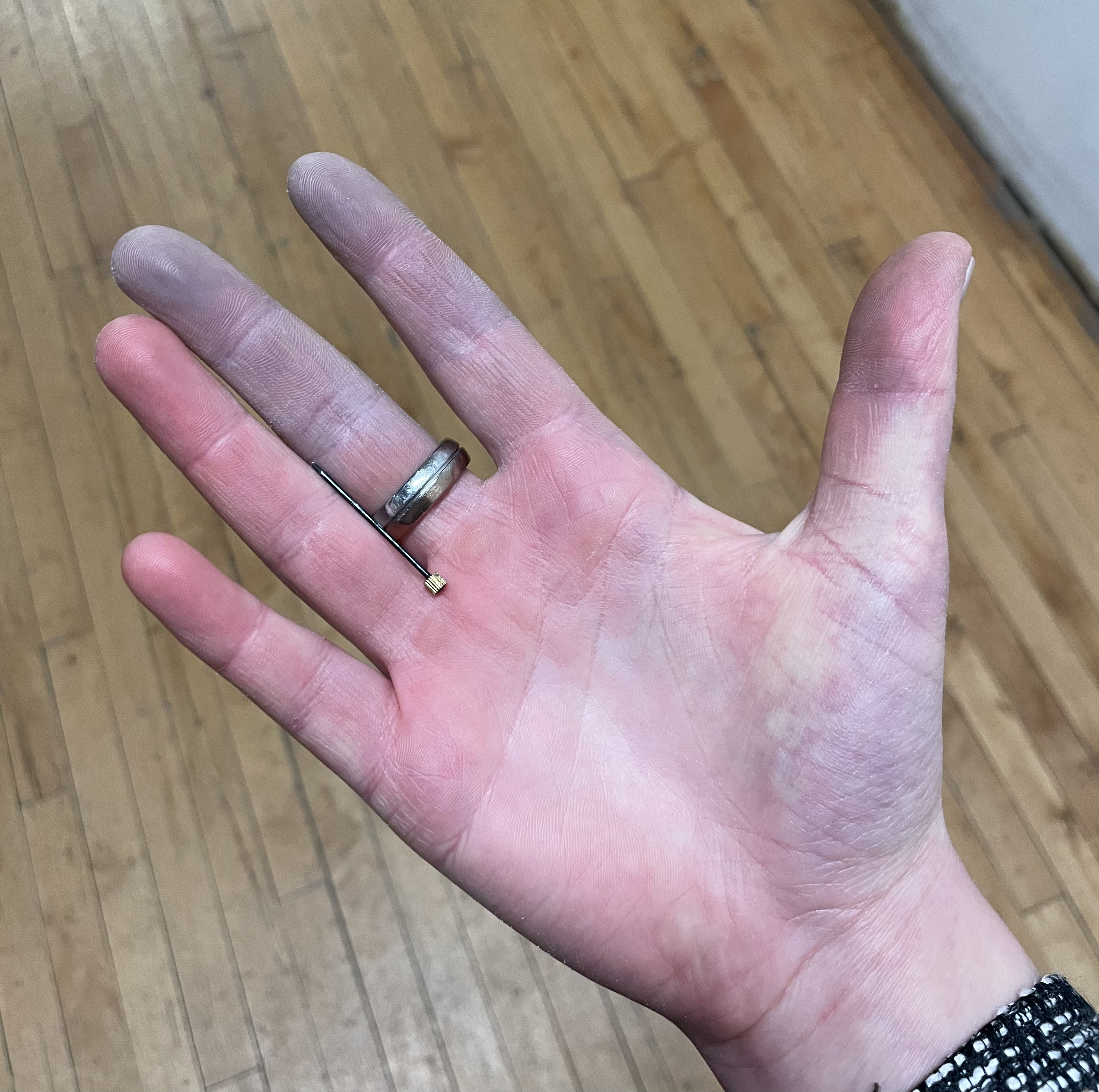
Main atteinte par le syndrome, en phase bleue

Ils concernent les doigts et/ou les orteils mais aussi, dans certains cas plus rares, le nez et les oreilles.
Les symptômes surviennent par crises et comportent, le plus souvent après une exposition au froid, deux phases : une première « phase blanche » comportant une décoloration brutale des doigts, avec un engourdissement, une perte de sensibilité, suivie d'une « phase bleue » où le doigt devient cyanosé, douloureux. Il peut être unilatéral ou bilatéral, la première évoquant une cause artérielle locale.
Un phénomène proche est le « vasospasme du mamelon » survenant à la suite d'une tétée,.
L'atteinte du pouce est évocatrice d'une connectivite, de même que la sévérité des crises, pouvant aller jusqu'à la formation d'ulcères, ou leur caractère rapproché.

## Diagnostic
Il est évident de manière clinique. Le problème est celui de la détermination de la cause : syndrome ou maladie de Raynaud.
Différents examens peuvent être faits pour rechercher une cause :
- radiographies des mains et des poumons ;
- recherche d'anticorps anti-nucléaires, orientant vers une connectivite ;
- capillaroscopie permettant, dans des mains exercées, de distinguer un phénomène de Raynaud simple d'une maladie de Raynaud, voire d'une sclérodermie systémique, ce dernier montrant des signes spécifiques[8].

Malgré un bilan normal, conclure sur une maladie de Raynaud n'est cependant pas définitif : dans un tiers des cas, un diagnostic de sclérodermie est fait au bout de quelques années. Ce risque est cependant beaucoup plus faible si la capilloroscopie est normale ainsi que la recherche d'anticorps à la sclérodermie.

## Causes

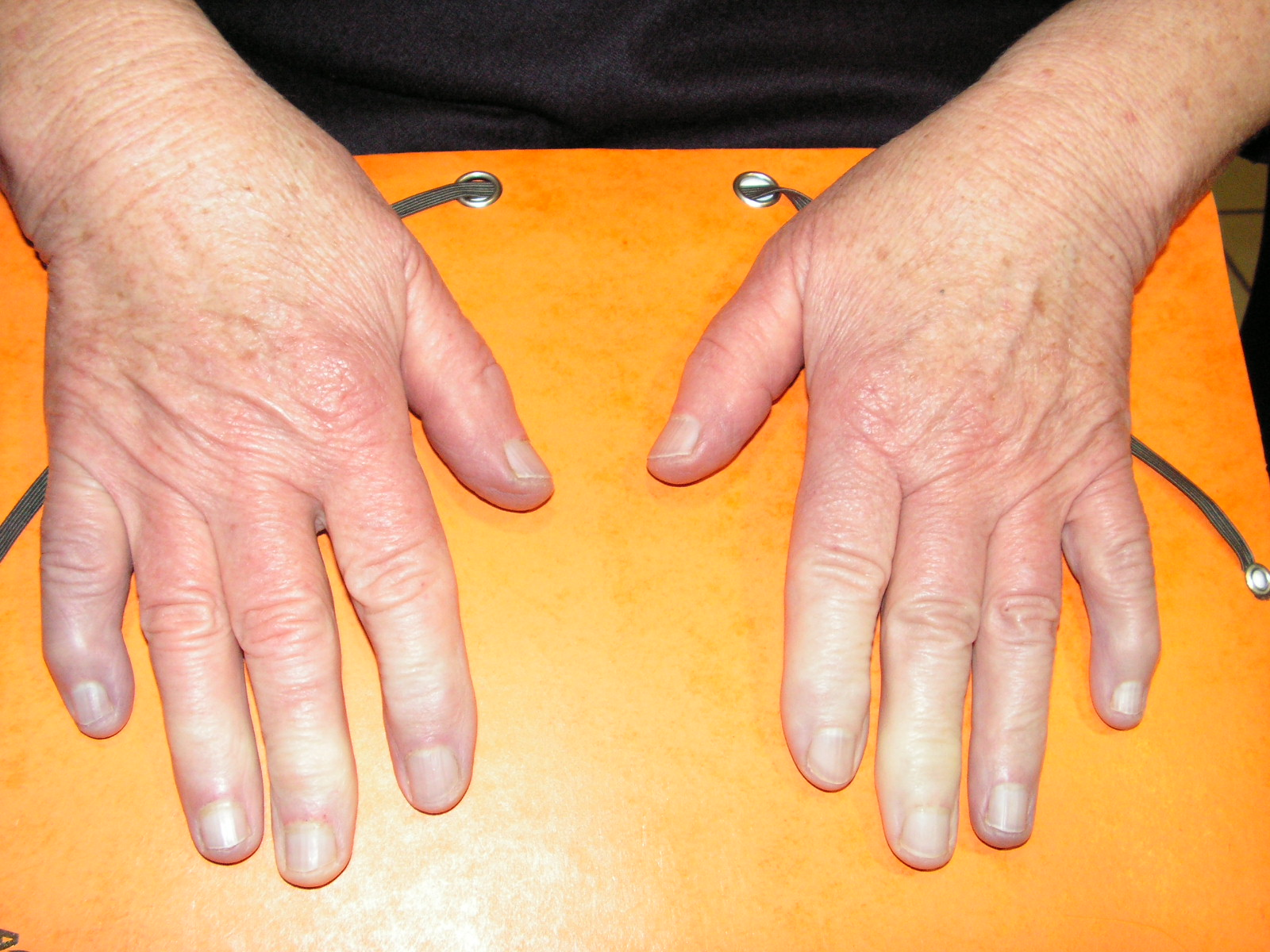
Syndrome de Raynaud respectant le pouce.

Les syndromes de Raynaud iatrogènes doivent être évoqués à l'interrogatoire. Sont souvent en cause : Les bêta bloquants, les dérivés de l'ergot du seigle, certaines drogues chimiothérapiques.
Il en est de même pour les syndromes d'origine professionnelle avec la maladie des engins vibrants, et l'intoxication par le chlorure de polyvinyle (décrouteurs d'autoclaves).
Des signes cliniques inhabituels orientent vers une cause :
- nécroses cutanées, télangiectasies, calcifications sous cutanées, infiltration de la peau, orientent vers une sclérodermie systémique ou sa variante, syndrome de CREST ;
- une sécheresse des muqueuses oriente vers un syndrome de Goujerot-Sjögren ;
- une thrombose veineuse peut évoquer une artérite inflammatoire type maladie de Buerger, ou un lupus érythémateux disséminé.

D'autres connectivites peuvent s'accompagner d'un phénomène de Raynaud bilatéral : syndrome de Sharp, polymyosite, polyarthrite rhumatoïde, vascularites, notamment. Certaines maladies hématologiques sont également responsable de ce syndrome : maladie de Vaquez, leucémies, certains troubles de la coagulation, cryoglobulinémies.
Enfin un phénomène de Raynaud bilatéral peut se voir dans l'athérome banal, surtout en cas de tabagisme.
Un syndrome de Raynaud unilatéral ou franchement asymétrique, dans la mesure où il ne se bilatéralise pas rapidement, doit évoquer une cause artérielle locale. L'écho-Doppler et l'artériographie permettent de diagnostiquer un syndrome compressif (défilé des scalènes), un anévrisme, une sténose artérielle athéromateuse ou inflammatoire, ou un phénomène embolique.

## Traitement
Le traitement cible les symptômes mais aussi la maladie causale.
Les manœuvres pour réchauffer les doigts permettent de juguler plus rapidement les crises. Cependant les crises sont parfois sévères et un traitement médicamenteux peut alors être proposé.
Les vasodilatateurs sont les médicaments les plus utilisés pour lutter contre la maladie de Raynaud. Ils vont permettre d'augmenter le flux sanguin vers les extrémités cyanosées. Par exemple, les inhibiteurs calciques, comme la nifédipine ou l'amlodipine, réduisent le nombre de crises et diminuent leur sévérité. l'application de dérivés nitrés en pommade lors d'une crise permet également l'amélioration des symptômes. Des extraits de ginkgo biloba semblent avoir une certaine efficacité qui reste cependant moindre que celle de la nifédipine. Le losartan peut constituer une solution de rechange.
Il existe des médicaments plus efficaces mais nettement plus chers, réservés aux formes sévères comme l'Iloprost ou les inhibiteurs de l'endothéline comme le Bosentan. Les statines pourraient également avoir une action favorable.
Un antiagrégant plaquettaire est souvent prescrit, sans, cependant, preuve d'efficacité.
Dans les cas rebelles, une intervention chirurgicale, de type sympathectomie au niveau des doigts, peut être proposée.